# Granada de mano FAI
La granada de mano FAI es una granada de fragmentación producida y utilizada por las milicias anarquistas y anarcosindicalistas de la CNT-FAI de Cataluña durante la guerra civil española.
La granada era de diseño propio prefagmentado, con una espoleta de impacto. Se le añadía una cinta de tela alrededor, que actuaba como seguro de distancia. Dicho seguro llevaba un contrapeso de plomo en el que ocasionalmente, figuraban las siglas de la FAI.
Estaba  fabricada en hierro, existiendo varios modelos de diversos tamaños, según el productor y el momento de su fabricación. El explosivo que utilizaba era la pólvora y su radio de alcance de unos 25 metros aproximadamente.
Era conocida con el nombre de “La imparcial”, ya que mataba tanto al que la lanzaba, como al que alcanzaba.
El escritor George Orwell hace mención a este tipo de granada en su libro de 1938 Homenaje a Cataluña, donde la describe como: 

La granada utilizada en esa época era un objeto terrorífico conocido como granada FAI,inventada por los anarquistas en los primeros días de la guerra. Era similar a la Bomba Mills, pero su palanca no estaba sostenida por un seguro, sino por un trozo de cinta adhesiva. Al arrancar la tira había que librarse de ella a la mayor velocidad posible. Se decía que estas granadas eran 'imparciales': mataban tanto al enemigo como a quien las arrojaba.